# Chiquinho (football, 1995)
Pour les articles homonymes, voir Chiquinho.
Francisco Leonel Lima Silva Machado, plus communément appelé Chiquinho, est un footballeur portugais né le 19 juillet 1995 à Santo Tirso. Il évolue au poste de milieu offensif  à l'Olympiakós.

## Biographie
Lors de la saison 2017-2018, il inscrit neuf buts en deuxième division portugaise avec le club de l'Académica de Coimbra. Cette saison là, il est l'auteur d'un doublé le 9 mars, sur la pelouse du Benfica Lisbonne B (victoire 0-4).
Lors de la saison 2018-2019, il inscrit huit buts en première division portugaise avec le club du Moreirense FC. Cette saison là, il est l'auteur de deux doublés, tout d'abord le 28 janvier, lors de la réception du CD Nacional (victoire 2-1), puis le 23 février, sur la pelouse du CD Feirense (victoire 1-3).
Il rejoint le Benfica Lisbonne à partir de la saison 2019. Lors de son premier match, il marque un but lors de la victoire 5-0 contre le Sporting Portugal à l'occasion de la Supercoupe du Portugal 2019,.

## Palmarès
Benfica Lisbonne
- Vainqueur de la Supercoupe du Portugal en 2019.

 Olympiakós
- Vainqueur de la Ligue Europa Conférence en 2024.